# Stewkley
Stewkley är en ort och civil parish i Storbritannien.   Den ligger i kommunen Buckinghamshire och riksdelen England, i den södra delen av landet, 60 km nordväst om huvudstaden London. Stewkley ligger 149 meter över havet och antalet invånare är 1 770.
Terrängen runt Stewkley är huvudsakligen platt. Stewkley ligger uppe på en höjd. Runt Stewkley är det tätbefolkat, med 356 invånare per kvadratkilometer. Närmaste större samhälle är Milton Keynes, 12,7 km norr om Stewkley. Trakten runt Stewkley består till största delen av jordbruksmark.